# 6670 Wallach
6670 Wallach (1994 LL1) là một tiểu hành tinh vành đai chính được phát hiện ngày 4 tháng 6 năm 1994 bởi C. S. Shoemaker ở Đài thiên văn Palomar.